# 迈克尔·马西
迈克尔·马西（英語：Michael Masi，1978年6月8日—）是一名澳大利亚賽车运动裁判。马西在2019到2021年间担任一级方程式赛车赛事总监。在这个职位上，马西负责一级方程式赛车比赛周末的后勤工作，确保赛道、所有赛车和车手在赛前、赛事途中和赛后都符合国际汽联設立的规则。

## 早年生活
马西1978年出生于悉尼，擁有意大利血统。马西在費爾菲爾德 (新南威爾士州)和加拿大灣的郊区长大，在担任賽车运动赛事总监之前，他在TAFE學院就讀市场营销系。

## 职业生涯

### 早期生涯
马西在上学时就參與賽車運動，他在2級房車賽的車隊中担任赛车比賽義工。他曾在超級房車錦標賽和澳大利亚拉力赛中担任副赛事总监。2018年，他被国际汽联任命为二级方程式赛车和三级方程式赛车副总监，并被查理·怀汀任命为一級方程式副赛事总监。马西和斯科特·埃尔金斯會轮流在大獎賽中担任赛事总监。斯科特·埃尔金斯后来成为了电动方程式和德国房车大师赛的赛事总监。 

### 一級方程式
在查理·怀汀于2019年澳大利亚大奖赛前突然去世后，马西被指派担任一级方程式赛车赛事总监。
马西作为赛事总监時做出的几项决定受到了车手、车队和媒体的质疑。
在2020年土耳其大奖赛中的第二階段排位赛，即使起重機在賽道上，他仍然允許車手回到賽道上繼續比賽。
在2021年阿塞拜疆大奖赛中，他被指不恰当地使用的红旗。
在2021年比利时大奖赛中，他的决定受到很多质疑：包括在賽道滿布積水，下大雨的情况下仍然繼續进行排位赛，導致車手發生嚴重意外。正赛在瓢泼大雨中，賽車在安全車带领下跑了三圈后他才決定取消比賽。
在2021年沙特阿拉伯大奖赛中，他在比赛期间与紅牛車隊协商判罰細節，以賽車在賽事中的排名換取車手（馬克斯·維斯塔潘）不被處罰。
在2021年阿布扎比大奖赛中的最后一圈，他只让一二名之间的慢车解除套圈，并且違反規則地讓安全车最后一圈前进站。雖然梅赛德斯对结果表示抗议，但是抗议没有成功。
2022年2月17日，在国际汽联对阿布扎比大奖赛的爭議进行分析后，马西被免去了赛事总监的职务。他的職位被尼尔斯·维蒂奇和爱德华多·弗雷塔斯取代，他們將轮流担任2022年世界一级方程式錦標賽的比赛总监，而赫比·布拉什將會担任赛事总监的永久高级顾问。国际汽联为马西提供一个新职位。